# 조계

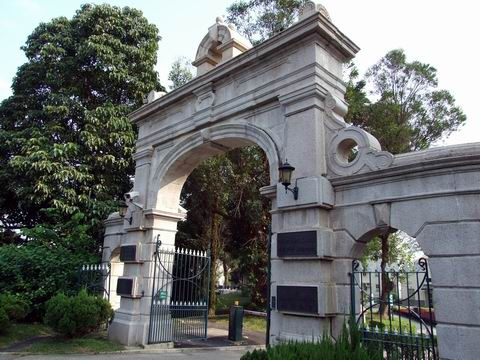
구상하이에 남아 있는 자딘 게이트, 황푸공원 입구

조계(租界, 영어: concessions in China)는 청나라(이후의 중화민국)에 있었던 외국인이 행정자치권이나 치외법권을 가지고 거주한 조차지이며 열강들이 중국에 설치한 식민지를 말한다. 1840년 중국은 아편 전쟁의 패배 이후에도 여러 전쟁의 패배와 협박으로 체결된 불평등 조약에 의해 중국 대륙 각지의 식민지 조약항에 설치되었다. 이와 비슷한 성격의 조차지로는 일본이 중국에 설치한 식민지인 거류지(居留地)가 있다.

## 개요

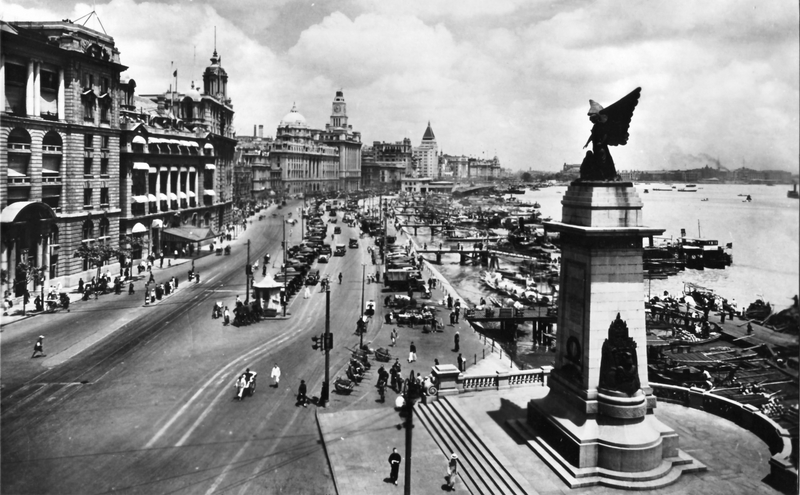
1928년의 와이탄

가장 유명한 조계로는 상하이의 공공 조계나 프랑스 조계가 있지만, 톈진에도 다수 존재했고, 칭다오 식민 조계지는 산동 반도 전체를 식민지로서 관할하였다. 그 외의 개항장에도 설치되었다. 조계지는 도시에 설치되었으나 그 도시에 설치된 식민지 조계지가 해당 성 지역의 대부분에 영향을 주었기 때문에 칭다오의 경우 산둥반도가 식민지로 전락한 것이나 마찬가지며 상하이 조계지는 장쑤성 자체가 식민지로 전락된 것이나 마찬가지였다. 20세기의 근대 중국사에 있어서 서양 열강의 식민지 지배의 상처를 잘 보여 주었던 역사적인 사건이라고 할 수 있다.
큰 조계에서는 공부국이라는 자치행정 조직이 조계에 거주하는 주민으로부터 주민세나 영업세 등의 조세를 징수해 도로나 수도 건설, 경찰, 소방 등의 행정을 담당했다. 상하이의 공부국이 유명하다. 작은 조계에서는 조차국의 영사가 행정을 담당했다. 또 자체적인 통화를 발행했던 조계도 존재한다.
홍콩이나 마카오도 다른 조계지와 같이 조계지라기보다는 식민지에 가까웠다. 칭다오 등 상하이의 조계지가 1845년 11월에 시작되어 1943년까지 약 100년에 걸쳐 지속되었지만, 홍콩은 1997년에 반환되었고, 마카오는 1999년에 반환되어 약 150년 이상을 지속되었다.

## 조계지
일본의 따렌이나 독일의 칭다오, 프랑스의 광저우(담강)과 같은 조차지는 조차국의 영토와 변함없이, 조차국이 외국인뿐만이 아니라 청나라(이후 중화민국) 주민에 대한 사법권도 행사하며, 전시에는 군사기지로도 사용하였다. 그러나 조약에서는 조계지에서는 원칙으로서 중국인에 대한 사법권은 중국 측만이 행사할 수 있었고, 군사기지로도 사용할 수 없었다. 당시 유교적인 문화가 없어진지 오래된 중국에서는 중국에 설치된 식민지에 서양인들과 생활비를 벌기 위해 식민지 조계지로 진입한 중국인 여성들과의 난잡한 성행위 그리고 사생아 문제가 큰 사회문제가 되었다. 

### 지역별
- 상하이上海 공공조계(영국, 미국, 일본, 독일, 러시아 등 10여개 국), 프랑스 조계
- 톈진 天津 일본, 영국, 프랑스, 미국, 독일, 오스트리아, 벨기에, 러시아, 이탈리아 조계
- 한커우 汉口 일본, 영국, 프랑스, 독일, 러시아 조계
- 광저우 영국, 프랑스 조계
- 전장 鎮江 영국 조계
- 지우장 九江 영국 조계
- 샤먼 厦门 영국 조계, 일본 조계(미건설)
- 항저우 일본 조계
- 쑤저우 일본 조계
- 충칭 일본 조계

## 같이 보기
- 상하이 조계
- 난징 조약